# Шаховская (Иркутская область)
Шаховская — деревня в Аларском районе Усть-Ордынского Бурятского округа Иркутской области. Входит в муниципальное образование «Маниловск».

## География
Расположена примерно в 19 километрах к северу от районного центра.
Недалеко от населённого пункта находятся лес, в котором в больших количествах произрастают ягоды, небольшой ручей. Ранее данный ручей был крупной рекой, однако в советские годы она была в значительной степени осушена. В 1980-х в районе деревни было создано 2 запрудных озера. В 2004 году вследствие прорыва обветшавшей плотины произошёл разлив и спуск воды из озера Овчарня, находившегося в сторону деревни Маниловская, чуть позже аналогичная ситуация произошла с озером, находившимся в непосредственной близости от деревни, тогда были подтоплены деревенские улицы.
В 2007 году деревня победила в конкурсе «Экологически чистая малая деревня 2007 года».
Состоит из двух улиц (Центральная и Верхняя).

## Происхождение названия
Название, вероятнее всего, отфамильное (происходит от фамилии основателя деревни Шаховский). Однако, некоторые связывают его со словом шах .

## История
Основана в 1912 году переселенцами из Башкирии (в основном, татарами) в рамках Столыпинской аграрной реформы. Первоначально они проживали в небольших землянках и в связи с тяжёлым материальным положением нанимались батраками к местным жителям — бурятам, проживавшим в располагавшемся неподалёку улусе Кулуруй (Кулури). Согласно легенде, один из переселенцев отправился в Сибирь вместе с Владимиром Лениным — будущим лидером Октябрьской революции и СССР. Год спустя в деревне проживало 56 семей, функционировала мечеть. Спустя 2 года там проживало на 10 семей больше. Основным занятием местных жителей были земледелие и животноводство, а также мелкая торговля, строительство, лесное хозяйство, добыча полезных ископаемых, металлообработка, в некоторых семьях было развито шаповальное ремесло.
В начале 1920-х в Шаховской был образован колхоз «Пионер», появился первый трактор, который назывался «Фордзон». В это время там функционировали школа, медпункт, торговая лавка, позже преобразовавшаяся в магазин, торговавший, в основном, сельскохозяйственными орудиями. Из продуктов там продавались только сахар и плиточный чай. Фельдшеру и учителям отводилось по 5 кг сахара, 5 метров ткани и плитке чая, остальное делилось на остальных жителей. В населённом пункте работала молочно-товарная ферма, которая в 1950-х была оборудована электродойкой. В настоящий момент колхоз преобразован в  ЗАО «Маниловск».

## Религия
В Шаховской функционирует мечеть, строительство которой было начато в 1913 году и к 1915 завершено. В 1931 году мечеть была закрыта, и в честь 13-й годовщины Октябрьской революции в её здании открыли начальную школу. Школа была закрыта в 2010 году, в скорости после чего мечеть была восстановлена.

## Население
| 2002 | 2010 | 2011 | 2012 |
| ---- | ---- | ---- | ---- |
| 201  | ↘132 | →132 | ↗135 |

Национальный состав
Татары — 66,9%, русские — 33,1%.